# يان غونار هوف
يان غونار هوف (بالنرويجية البوكمول: Jan Gunnar Hoff)‏ هو عازف بيانو وعازف جاز وملحن نرويجي، ولد في 22 أكتوبر 1958 في مدينة بودو في النرويج.

## وصلات خارجية
- الموقع الرسمي
- يان غونار هوف على موقع ميوزك برينز (الإنجليزية)
- يان غونار هوف على موقع ديسكوغز (الإنجليزية)